# ハイ・タイド・オルガン
ハイ・タイド・オルガン（High Tide Organ、満潮オルガン）は、高さ15メートルのタイダル・オルガン（潮力で演奏されるオルガン）。ブラックプールの新設遊歩道に設置される建造物「ザ・グレート・プロミネード・ショウ（The Great Promenade Show）」シリーズの一部として、2002年にイギリスで建設されたが、2022年始めに解体された。

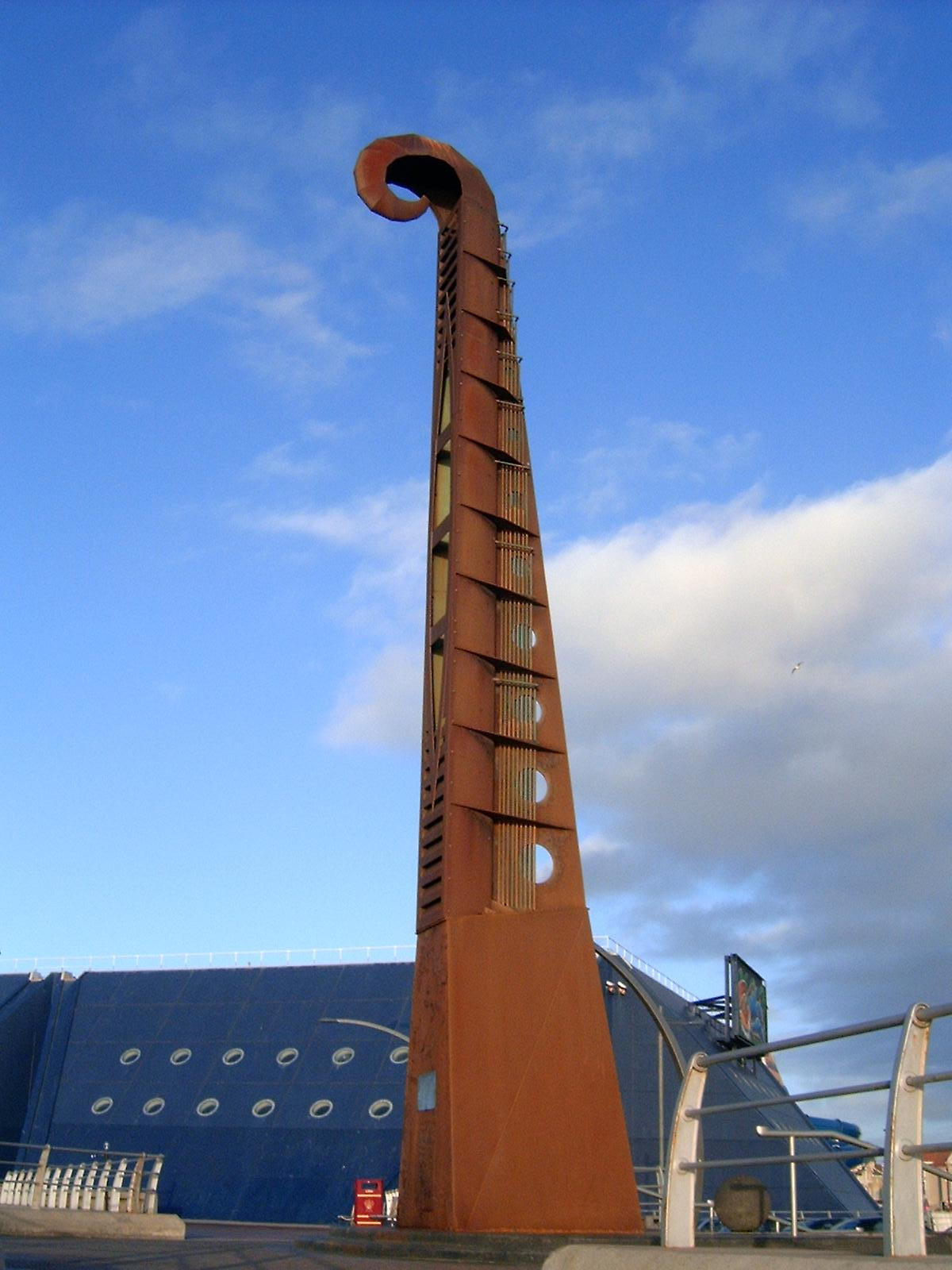
横から見たブラックプール・ハイ・タイド・オルガン

この作品は「音楽による海の具現化」と評され、サンフランシスコのウェーブ・オルガンや、クロアチアの海のオルガンなどと共に数少ないタイダル・オルガンのうちの1つだった。

## 設計
この建造物はアーティストのリアム・カーティン（Liam Curtin）とジョン・グッディング （John Gooding）によって設計され、コンクリート、鉄、亜鉛そして銅板で構築された。波力を利用し、コンクリートと金属を用いた建造物は、ブラックプールの自然と、人工的に整備された環境をユニークに解釈したものだと言われた。
この楽器は満潮になると、防潮堤に取り付けた8本のパイプを通して、海によって演奏される。 パイプは、遊歩道の下で建造物の中の18本のオルガンパイプに繋がっている。満潮時の海水のうねりは、防潮堤のパイプの空気を押し上げて、オルガンパイプの音を鳴らす。ハイ・タイド・オルガンの音を聴くのに最適な時間は、満潮前後の2〜3時間である。潮が非常に穏やかな日にはほとんどオルガンが鳴らない時期もある。パイプの奏でる旋律は 変ロ長調（B flat major）を基調とした音階である。
ハイ・タイド・オルガンは人間の介入なしで演奏される希少な楽器である。他に代表的なものにはエオリアン・ハープやウィンドチャイムがある。

## 歴史
2019年、設計アーティストのカーティンは楽器の状態について正式に抗議を表明し、メンテナンスを怠っていることにより安全上の懸念が生じていると主張した。検査の結果、健康・安全測量技師（サーベイヤー）は「この楽器には毎年の安全確認が必要である」という決定を下した。
2021年、カーティンは楽器の取り壊しを要求し「20年間にわたって、場合によっては公共の安全を理由に、この作品や他の作品の補修をしてほしいと市議会に頼んできた。時には自費でメンテナンスを行ったことさえあった」と述べた。 激しく腐食した建造物は2021年12月に撤去された。